# Granatnik RWGŁ-3
Ręczna Wyrzutnia Granatów Łzawiących-3 (RWGŁ-3) – policyjny granatnik nasadkowy przeznaczony do miotania granatów z gazem łzawiącym.
W latach 70. XX wieku do uzbrojenia MO wszedł granatnik RWGŁ-1. Była to broń wykonywana głównie metodą frezowania, a więc droga i skomplikowana w produkcji. Dlatego w drugiej połowie lat 70. rozpoczęto poszukiwania następcy RWGŁ-1. Początkowo planowano, że zostanie on zastąpiony przez wersję pistoletu sygnałowego wz. 78 wyposażoną w garłacz (wersja ta nosiła nazwę RWGŁ-2). Testy RWGŁ-2 wykazały jednak że ma on niską szybkostrzelność, a odrzut granatnika jest zbyt duży.
Po zakończonych niepowodzeniem testach RWGŁ-2 postanowiono oprzeć konstrukcję nowego granatnika na karabinie szturmowym AKMS. Wykorzystano z niego zamek, pokrywę komory zamkowej oraz niektóre części mechanizmu spustowego. Naboje były podawane z 10 nabojowego magazynka opracowanego dla kbkg wz. 1960. W 1978 roku nowa broń została przyjęta do uzbrojenia MO jako RWGŁ-3.
Z granatnika miotano głównie polskie granaty łzawiące UGŁ-200, ale możliwe było także miotanie produkowanych w NRD granatów RWK.
W 1984 do uzbrojenia MO wprowadzono SZO-84. Była to nasadka montowana do RWGŁ-3 w miejscu garłacza. Przy jej pomocy wystrzeliwana była siatka służąca do obezwładniania.
Na bazie RWGŁ-3 zbudowano Automatyczną Wyrzutnię Granatów Łzawiących (AWGŁ) na statywie do montażu na samochodach typu Star i UAZ.